# Rimal
Rimal ou Remal (em árabe: حي الرمال; romaniz.: areias) é um bairro na Cidade de Gaza, localizado a 3 km (0 mi) do centro da cidade. Situado ao longo da costa, era considerado o bairro mais próspero de Gaza. A principal rua que atravessa Gaza, a rua Omar Mukhtar [en], estende-se de noroeste a sudeste no distrito, enquanto a principal estrada costeira, Ahmad Orabi/Rasheed, segue de nordeste a sudoeste. Rimal é dividido em dois distritos urbanos: Rimal Sul e Rimal Norte. O bairro abriga diversos ministérios do governo e foi severamente danificado durante a Guerra em Gaza em curso.

## História
Rimal foi construído sobre a antiga cidade portuária de Gaza chamada Maioumas [en]. A intensa rivalidade entre a Gaza cristã e a pagã Maioumas persistiu durante a era Bizantina, mesmo após a conversão da população de Maioumas ao cristianismo por decreto imperial e a destruição dos santuários pagãos por Porfírio de Gaza. A costa de Gaza era composta principalmente por dunas de areia ao redor do movimentado Porto de Gaza [en] até meados do século XX. Nas décadas de 1930 e 1940, instituições missionárias estrangeiras financiaram a criação de um bairro residencial ao longo da costa. Esse novo distrito passou a ser conhecido como Rimal ("Areia" ou "Praia") e hoje cobre a maior parte da costa da Cidade de Gaza e grande parte da área entre a costa e a Cidade Velha [en]. A maioria dos edifícios eram casas térreas construídas em estilo europeu. Após a construção do bairro, o centro de atividade comercial mudou da Cidade Velha para Rimal.

## Pontos de interesse
Rimal abriga o Palácio Presidencial Palestino, o Palácio do Governador, o Shopping de Gaza [en], o Clube Roots, o clube de praia das Nações Unidas, o Centro Palestino para Direitos Humanos [en], o principal Hospital al-Shifa, o Conselho Legislativo da Palestina, além de diversos escritórios de governos estrangeiros, quatro hotéis e todos os restaurantes mais conhecidos da cidade. A Midan Jundi [en] (Praça do Soldado Desconhecido), dedicada a um soldado árabe local que morreu lutando na Guerra Árabe-Israelense de 1948, está localizada em Rimal. O porto de Gaza, situado no distrito de Rimal, é a base da força de Polícia Naval Palestina. Rimal é o único bairro de elite da cidade.